# Ветвица (Чечерский район)
Ветвица (бел. Вецвіца) — деревня в Чечерском районе Гомельской области Белоруссии. Входит в состав Меркуловичского сельсовета.

## География

### Расположение
В 14 км на северо-запад от Чечерска, 55 км от железнодорожной станции Буда-Кошелёвская (на линии Гомель — Жлобин), 82 км от Гомеля.

### Гидрография
На западе и юге мелиоративные каналы, соединённые с рекой Чечора (приток реки Сож).

## Транспортная сеть
На автодороге Рысков — Чечерск. Планировка состоит из короткой прямолинейной, почти меридиональной улицы, к которой по центру присоединяется вторая короткая улица. Застройка двусторонняя, деревянная, усадебного типа.

## История
Согласно письменным источникам известна с XIX века как селение в Меркуловичской волости Рогачёвского уезда Могилёвской губернии. С 1880 года действовал хлебозапасный магазин. Согласно переписи 1897 года действовали хлебозапасный магазин, магазин. В 1909 году 563 десятины земли, школа, мельница.
В 1926 году изба-читальня (с 1921 года), почтовое отделение. С 8 декабря 1926 года до 30 декабря 1927 года центр Вецвицкого сельсовета Чечерского района Гомельского округа. В 1930 году организован колхоз «Непобедимый», работала ветряная мельница. 53 жителя погибли на фронтах Великой Отечественной войны. Согласно переписи 1959 года в составе совхоза «Ботвиново» (центр — деревня Ботвиново).

## Население

### Численность
- 2004 год — 39 хозяйств, 73 жителя.

### Динамика
- 1897 год — 46 дворов, 323 жителя (согласно переписи).
- 1909 год — 55 дворов, 404 жителя.
- 1926 год — 62 двора, 334 жителя.
- 1959 год — 243 жителя (согласно переписи).
- 2004 год — 39 хозяйств, 73 жителя.